# ЕРДЕ БАНК

Логотип банку

Ерде Банк (Публічне акціонерте товариство «Ерде Банк», скорочена назва - АТ "ЕРДЕ БАНК")  - колишня фінансова установа, комерційний банк України, що здійснював діяльність до 2012 року. З 14.11.2018 банк вважається ліквідованим.  
Ерде Банк заснований в 2006 році. Надавав банківські послуги фізичним та юридичним особам. За даними Національного банку України, власника Ерде банку станом на 01.04.2013 року були такі фізичні особи Поліщук Олександр Іванович, Демчак Богдан Євгенійович, Демчак Руслан Євгенійович (народний депутат Верховної Ради України VIII скликання) та юридична особа -  Приватне акціонерне товариство "НАРОДНА ФІНАНСОВО-СТРАХОВА КОМПАНІЯ "ДОБРОБУТ". 

## Ліквідація
29 жовтня 2012 року, у зв'язку з порушенням банком законодавства, Національним банком України було прийняте рішення про визнання АТ "Ерде Банк" неплатоспроможним. Цього ж дня, виконавчою дирекцією Фонду гарантування вкладів фізичних осіб було  прийнято рішення щодо здійснення тимчасової адміністрації та призначення уповноваженої особи Фонду гарантування вкладів фізичних осіб на тимчасову адміністрацію в АТ «Ерде Банк». 
Ліквідація банку розпочалась Фондом гарантування вкладів фізичних осіб (ФГВФО) 10 січня 2013 року, відповідно до Постанови Правління Національного банку України від 9 січня 2013 року. Цей банк став першим переданим в управління Фонду після набуття чинності Закону України «Про систему гарантування вкладів фізичних осіб». 
Протягом ліквідаційної процедури ФГВФО здійснював виплати вкладникам цього банку у межах гарантованої суми відшкодування. У межах виплати гарантованого відшкодування вкладниками банку отримано 457,83 млн грн, або ж 99,5% від загальної суми відшкодування до виплат. Решта вкладників не звернулась за отриманням гарантованого відшкодування.
11 грудня 2017 року рішенням виконавчої дирекції ФГВФО було затверджено ліквідаційний баланс та звіт про завершення ліквідації банку.
14 листопада 2018 року до Єдиного державного реєстру юридичних осіб та фізичних осіб-підприємців та громадських формувань внесено запис про державну реєстрацію припинення АТ «Ерде Банк» як юридичної особи. Це означає, що ліквідація банку вважається завершеною, а сам банк ліквідованим .

## Правовий статус
Банк зареєстровано у грудні 2006 року як Відкрите Акціонерне Товариство (в 2010 році перейменовано на Публічне Акціонерне Товариство). В лютому 2007 року банк отримав ліцензію НБУ № 234. В березні 2007 року стає учасником Фонду гарантування вкладів фізичних осіб (свідоцтво № 188). З 2012 року АТ "Ерде Банк" - неплатоспроможний, а з 2018 року банк ліквідовано.  